# Астанинська міська адміністрація
Астани́нська міська адміністрація (каз. Астана қаласы әкімдігі, рос. Астанинская городская администрация) — адміністративна одиниця у складі Казахстану. Адміністративний центр та єдиний населений пункт — місто Астана.
Населення — 1234042 особи (2021; 613006 у 2009, 328341 у 1999, 281252 у 1989).

## Склад

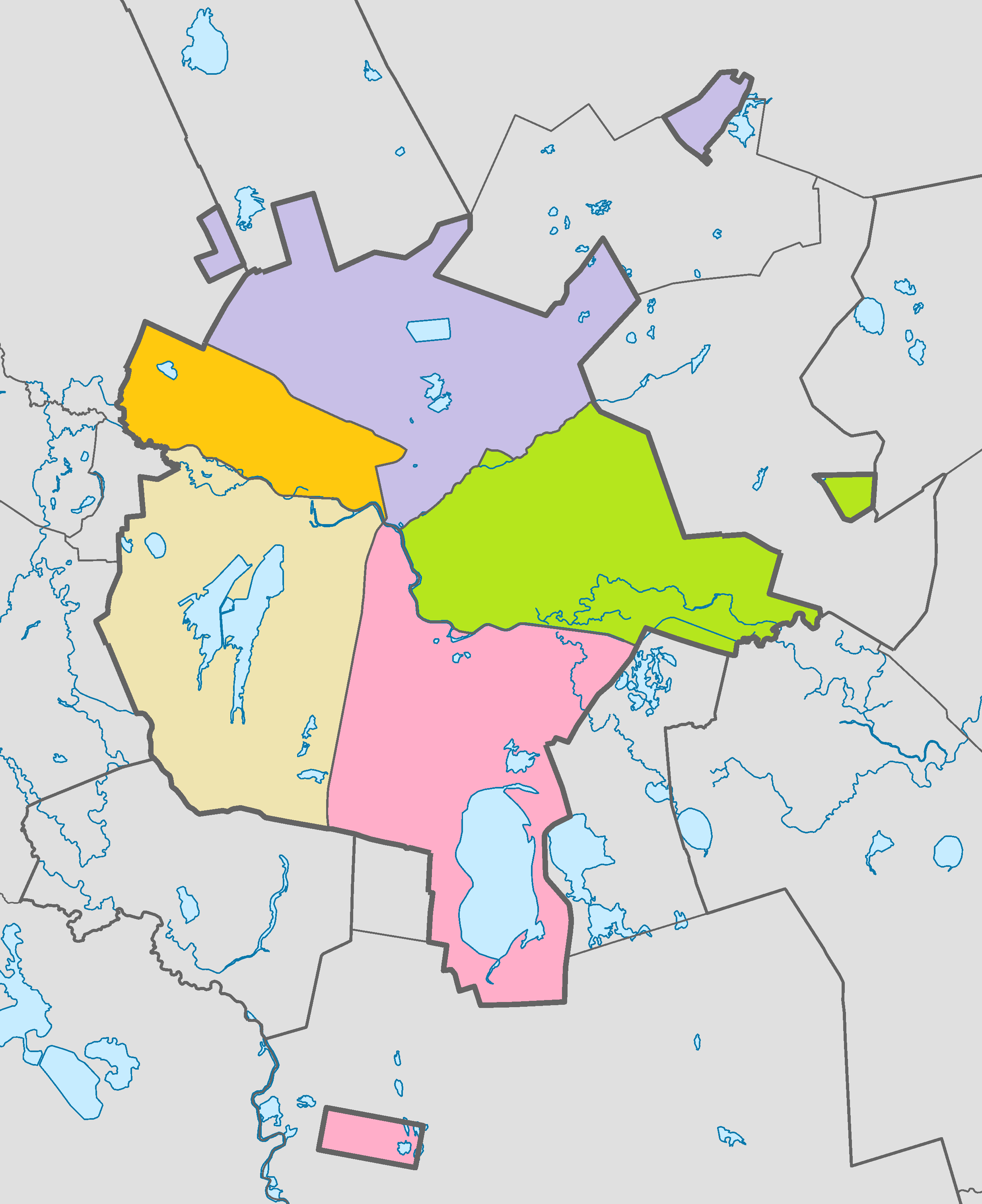
Міські райони Астани станом на 2023 рік

2022 року шляхом виділення зі складу Єсільського району був утворений Нуринський район, 2024 року утворено Сарайшицький район.
| № | Міський район        | Площа  | Населення, осіб (1999) | Населення, осіб (2009) | Населення, осіб (2021) |
| - | -------------------- | ------ | ---------------------- | ---------------------- | ---------------------- |
| 1 | Алматинський район   | 85,18  | 165102                 | 232217                 | 335519                 |
| 2 | Байконирський район  | 181,29 | -                      | 84171                  | 231961                 |
| 3 | Єсільський район     | 200,22 | 10591                  | 64633                  | 334168                 |
| 4 | Нуринський район     | 193,36 | -                      | -                      | -                      |
| 5 | Сарайшицький район   | 69,53  | -                      | -                      | -                      |
| 6 | Сариаркинський район | 67,75  | 152648                 | 231985                 | 332394                 |